# Санта-Филомена (Пиауи)

Санта-Филомена на карте штата.

Санта-Филомена (порт. Santa Filomena) — муниципалитет в Бразилии, входит в штат Пиауи. Составная часть мезорегиона Юго-запад штата Пиауи. Входит в экономико-статистический микрорегион Алту-Парнаиба-Пиауиенси. Население составляет 6096 человек на 2010 год. Занимает площадь 5285,438 км². Плотность населения — 1,15 чел./км².

## Демография
Согласно сведениям, собранным в ходе переписи 2010 г. Национальным институтом географии и статистики (IBGE), население муниципалитета составляет:
| Полное население                               | Полное население                               | Полное население                               | Полное население                               | 6096  |
| ---------------------------------------------- | ---------------------------------------------- | ---------------------------------------------- | ---------------------------------------------- | ----- |
| в том числе:                                   | Городское население                            | 3544                                           | Процент городского населения, %                | 58,14 |
|                                                | Сельское население                             | 2552                                           | Процент сельского населения, %                 | 41,86 |
|                                                | Мужское население                              | 3217                                           | Процент мужского населения, %                  | 52,77 |
|                                                | Женское население                              | 2879                                           | Процент женского населения, %                  | 47,23 |
| Плотность населения, чел/км²                   | Плотность населения, чел/км²                   | Плотность населения, чел/км²                   | Плотность населения, чел/км²                   | 1,15  |
| Население муниципалитета в % к населению штата | Население муниципалитета в % к населению штата | Население муниципалитета в % к населению штата | Население муниципалитета в % к населению штата | 0,20  |

По данным оценки 2016 года, население муниципалитета составляет 6153 жителя.

## Статистика
- Валовой внутренний продукт на 2003 год составляет 12 139 415 реалов (данные: Бразильский институт географии и статистики).
- Валовой внутренний продукт на душу населения на 2003 год составляет 1958,92 реалов (данные: Бразильский институт географии и статистики).
- Индекс развития человеческого потенциала на 2000 год составляет 0,618 (данные: Программа развития ООН).